# Bassillac-et-Auberoche
Bassillac-et-Auberoche es una comuna nueva francesa situada en el departamento de Dordoña, de la región de Nueva Aquitania.

## Historia
Fue creada el 1 de enero de 2017, en aplicación de una resolución del prefecto de Dordoña de 29 de junio de 2016 y posterior modificación de fecha de 1 de julio de 2016 con la unión de las comunas de Bassillac, Blis-et-Born, Eyliac, Le Change, Milhac-d'Auberoche y Saint-Antoine-d'Auberoche, pasando a estar el ayuntamiento en la antigua comuna de Bassillac.

## Demografía
| Gráfica de evolución demográfica de Bassillac-et-Auberoche entre 1800 y 2013 |
|                                                                              |

Los datos entre 1800 y 2013 son el resultado de sumar los parciales de las seis comunas que forman la nueva comuna de Bassillac-et-Auberoche, cuyos datos se han cogido de 1800 a 1999, para las comunas de Bassillac, Blis-et-Born, Eyliac, Le Change, Milhac-d'Auberoche y Saint-Antoine-d'Auberoche de la página francesa EHESS/Cassini. Los demás datos se han cogido de la página del INSEE.

## Composición
| Comuna delegada           | Código INSEE | Población (2013) | Superficie (km²) | Densidad (hab./km²) |
| ------------------------- | ------------ | ---------------- | ---------------- | ------------------- |
| Bassillac                 | 24026        | 1786             | 18.73            | 95                  |
| Blis-et-Born              | 24044        | 457              | 20.20            | 23                  |
| Eyliac                    | 24166        | 752              | 22.74            | 33                  |
| Le Change                 | 24103        | 608              | 16.22            | 37                  |
| Milhac-d'Auberoche        | 24270        | 584              | 17.50            | 33                  |
| Saint-Antoine-d'Auberoche | 24369        | 162              | 7.87             | 21                  |